# Ossen
Ossen település Franciaországban, Hautes-Pyrénées megyében. Lakosainak száma 233 fő (2022. január 1.). Ossen Lourdes, Agos-Vidalos, Aspin-en-Lavedan, Ouzous, Ségus és Viger községekkel határos.

## Népesség
A település népességének változása:
| Lakosok száma | 193  | 217  | 232  | 233  | 236  | 246  | 242  | 237  | 233  |
|               | 2013 | 2015 | 2016 | 2017 | 2018 | 2019 | 2020 | 2021 | 2022 |